# Nomia anthracoptera
Nomia anthracoptera är en biart som beskrevs av Cockerell 1918. Nomia anthracoptera ingår i släktet Nomia och familjen vägbin. Inga underarter finns listade i Catalogue of Life.